# Coefficient d'augmentation de pression isochore
Le coefficient d'augmentation de pression isochore que l'on note le plus souvent {\displaystyle \beta }, se définit par la relation :
{\displaystyle \beta ={1 \over P}\left({\partial P \over \partial T}\right)_{V}}
Il s'introduit, par conséquent, naturellement dans la forme différentielle :
{\displaystyle \mathrm {d} P=P\beta \,\mathrm {d} T-{1 \over V\chi _{T}}\,\mathrm {d} V}
avec :
- {\displaystyle P} la pression,
- {\displaystyle T} la température,
- {\displaystyle V} le volume,
- {\displaystyle \chi _{T}=-{1 \over V}\left({\partial V \over \partial P}\right)_{T}} la compressibilité isotherme.